# ماریینبورک
ماریینبورک (به لاتین: Marienburg) یک منطقهٔ مسکونی در سورینام است که در ناحیه کوموینه واقع شده‌است. ماریینبورک ۴٬۵۰۰ نفر جمعیت دارد.